# Mahalia Jackson
Mahalia Jackson, född Mahala Jackson den 26 oktober 1911 i New Orleans, Louisiana, död 27 januari 1972 i Evergreen Park utanför Chicago, Illinois, var en amerikansk gospelsångerska, allmänt ansedd som en av de mest inflytelserika vokalisterna under 1900-talet. Med en karriär som sträckte sig över 40 år var Jackson en viktig del av utvecklingen och spridningen av gospelblues i svarta kyrkor över hela USA. Under en tid då rassegregeringen var utbredd i det amerikanska samhället nådde hon betydande och oväntade framgångar i en skivkarriär, sålde uppskattningsvis 22 miljoner skivor och uppträdde inför en integrerad och sekulär publik i konsertsalar runt om i världen.
Jackson var barnbarn till frigivna slavar och föddes och växte upp i fattigdom i New Orleans. Hon fann ett hem i sin församling, vilket ledde till en livslång hängivenhet och ett enda syfte att förmedla Guds ord genom sång. Hon flyttade till Chicago som tonåring och gick med i Johnson Singers, en av de tidigaste gospelgrupperna. Jackson var starkt influerad av musikern och kompositören Thomas Dorsey och av bluessångerskan Bessie Smith, och anpassade Smiths stil till traditionella protestantiska hymner och samtida sånger. Efter att ha gjort intryck i Chicagos kyrkor anlitades hon för att sjunga på begravningar, politiska möten och väckelser. I 15 år fungerade hon som vad hon kallade en "fisk och bröd-sångerska" och hade ströjobb mellan föreställningarna för att försörja sig.
Rikstäckande erkännande kom för Jackson 1947 med släppet av "Move On Up a Little Higher", som sålde två miljoner exemplar och nådde andraplatsen på Billboard-listan. Jacksons inspelningar fångade uppmärksamheten hos jazzfans i USA och Frankrike, och hon blev den första gospelartisten att turnera i Europa. Hon framträdde regelbundet i tv och radio och uppträdde för många presidenter och statsöverhuvuden, bland annat sjöng hon nationalsången på John F. Kennedys invigningsbal 1961. Motiverad av sina erfarenheter av att bo och turnera i södern och integrera en stadsdel i Chicago, deltog hon i medborgarrättsrörelsen, sjöng för insamlingar och vid Marschen till Washington för arbete och frihet 1963. Hon var en högljudd och lojal anhängare av Martin Luther King och en personlig vän till hans familj. Martin Luther King sade en gång att en sångerska som hon inte föds en gång per århundrade, utan en gång på ett årtusende. Mahalia Jackson invaldes i Rock and Roll Hall of Fame år 1997.
Under hela sin karriär utsattes Jackson för intensiv press att spela in sekulär musik, men tackade nej till välbetalda möjligheter för att i stället koncentrera sig på gospel. Jackson var helt självlärd och hade en stark instinkt för musik, och hennes framförande präglades av omfattande improvisation med melodi och rytm. Hon var känd för sin kraftfulla altröst, sitt omfång, sin enorma scennärvaro och sin förmåga att relatera till sin publik, förmedla och framkalla intensiva känslor under föreställningarna. Passionerad och ibland frenetisk grät hon och visade fysiska uttryck för glädje när hon sjöng. Hennes framgångar ledde till ett internationellt intresse för gospelmusiken, vilket blev startskottet för "Golden Age of Gospel" som gjorde det möjligt för många solister och vokalgrupper att turnera och spela in. Populärmusiken som helhet kände hennes inflytande och hon anses ha inspirerat rhythm and blues, soulmusik och rock and roll-sångstilar.

## Barndom (1911 – ca 1928)
Mahalia Jackson föddes som dotter till Charity Clark och Johnny Jackson, en stuveriarbetare och helgbarberare. Clark och Jackson var ogifta, ett vanligt arrangemang bland svarta kvinnor i New Orleans på den tiden. Han bodde någon annanstans och hjälpte aldrig Charity med föräldraskapet. Samtliga av Mahalias far- och morföräldrar föddes som slavar, hennes farföräldrar på en risplantage och hennes morföräldrar på en bomullsplantage i Pointe Coupee Parish cirka 160 km norr om New Orleans. Charitys äldre syster, Mahala "Duke" Paul, var hennes dotters namne, och delade stavningen utan "I". Duke tog emot Charity och deras fem andra systrar och barn i sitt läckande skjul med tre rum på Water Street i New Orleans sextonde distrikt. Familjen kallade Charitys dotter för "Halie"; hon räknades som den 13:e personen som bodde i moster Dukes hus. När Charitys systrar fick arbete som hembiträden och kokerskor lämnade de Duke, men Charity stannade kvar med sin dotter, Mahalias halvbror Peter och Dukes son Fred. Mahalia föddes med hjulbenthet och infektioner i båda ögonen. Hennes ögon läkte snabbt, men hennes moster Bell behandlade hennes ben med fetvattenmassage utan resultat. Under sina första år fick Mahalia smeknamnet "Fishhooks" på grund av sina böjda ben.
Familjen Clark var hängivna baptister och gick i den närbelägna Plymouth Rock Baptist Church. Sabbaten följdes strikt, hela huset stängde på fredagskvällar och öppnade inte igen förrän på måndag morgon. Som medlemmar i kyrkan förväntades de delta i gudstjänster, delta i aktiviteter där och följa en uppförandekod: ingen jazz, inga kortspel och inget "high life": dricka eller besöka barer eller juke joints. Dans var endast tillåtet i kyrkan när man var påverkad av anden. Vuxenkören på Plymouth Rock sjöng traditionella protestantiska psalmer, vanligtvis skrivna av Isaac Watts och hans samtida. Jackson njöt mer av musiken som sjöngs av församlingen. Dessa sånger skulle radas upp: ropas ut från predikstolen, och församlingen skulle sjunga tillbaka den. De hade en starkare rytm, accentuerad med klappningar och fotstampningar, vilket Jackson senare sa gav henne "studsen" som hon bar med sig årtionden senare. Hon gick plikttroget med i barnkören vid fyra års ålder. Granne med Dukes hus låg en liten pingstkyrka som Jackson aldrig besökte, men hon stod utanför under gudstjänsterna och lyssnade hänfört. Musiken här var högre och mer sprudlande. Församlingen inkluderade "jubilees" eller uptempo spirituals i sin sång. Skrik och stampande var vanligt förekommande, till skillnad från i hennes egen kyrka. Jackson mindes senare: "Dessa människor hade ingen kör eller orgel. De använde trumman, cymbalen, tamburinen och ståltriangeln. Alla där inne sjöng, och de klappade och stampade med fötterna och sjöng med hela kroppen. De hade ett beat, en rytm som vi höll fast vid från slaveriets dagar, och deras musik var så stark och uttrycksfull. Jag fick tårar i ögonen av den."
När Jackson var fem år blev hennes mor sjuk och dog, orsaken är okänd. Tant Duke tog emot Jackson och hennes halvbror i ett annat hus på Esther Street. Duke var tillbakahållen och sträng med ett beryktat temperament. Jackson delade sin tid mellan att arbeta, vanligtvis skura golv och göra mossfyllda madrasser och rottingstolar, leka längs vallarna och fånga fisk och krabbor och sjunga med andra barn, och tillbringa tid i Mount Moriah Baptist Church där hennes farfar ibland predikade. Heltidspastorn där höll predikningar med en sorgsen "sångton" som Jackson senare sa skulle tränga in i hennes hjärta, och menade att det starkt påverkade hennes sångstil. Kyrkan blev ett hem för Jackson där hon fann musik och trygghet; Dit flydde hon ofta för att undkomma sin mosters humör. Hon gick på McDonough School 24, men var tvungen att vikariera för sina olika mostrar om de var sjuka, så hon gick sällan en hel vecka i skolan. När hon var 10 år behövde familjen henne mer hemma. Hon hoppade av och började tvätta.
Jackson arbetade och gick i kyrkan på onsdagskvällar, fredagskvällar och större delen av dagen på söndagar. Redan vid 12 års ålder hade hon en stor röst och gick med i juniorkören. Hon var omgiven av musik i New Orleans, oftare blues som strömmade ut ur hennes grannars hus, även om hon var fascinerad av begravningsprocessioner som återvände från kyrkogårdar när musikerna spelade livlig jazz. Hennes äldre kusin Fred, som inte lät sig skrämmas av Duke, samlade på uppteckningar av båda slagen. Familjen hade en grammofon och medan moster Duke var på jobbet spelade Jackson skivor av Bessie Smith, Mamie Smith och Ma Rainey och sjöng med medan hon skurade golv. Bessie Smith var Jacksons favorit och den hon oftast härmade.
Jacksons ben började räta ut sig av sig själva när hon var 14 år, men konflikterna med moster Duke avtog aldrig. Spöstraff förvandlades till att hon kastades ut ur huset för förolämpningar och fabricerade förseelser och tillbringade många nätter hos en av sina mostrar i närheten. Den slutliga konfrontationen fick henne att flytta in i ett eget hyreshus i en månad, men hon var ensam och osäker på hur hon skulle försörja sig. Efter att två mostrar, Hannah och Alice, flyttat till Chicago, uppmanade Jacksons familj, som var oroliga för henne, Hannah att ta henne med sig tillbaka dit efter ett Thanksgiving-besök.

## Gospelmusikens uppkomst i Chicago (ca 1928 – ca 1931)
En mycket kall december anlände Jackson till Chicago. Under en vecka hade hon en eländig hemlängtan och kunde inte röra sig från soffan förrän på söndagen när hennes mostrar tog henne till Greater Salem Baptist Church, en miljö som hon kände sig hemma i direkt, och senare sa att det var "det mest underbara som någonsin hänt mig". När pastorn kallade församlingen att vittna, eller förkunna sin upplevelse med Gud, blev Jackson drabbad av anden och började med en livlig tolkning av "Hand Me Down My Silver Trumpet, Gabriel" inför en imponerad men något förvirrad publik. Kraften i Jacksons röst var uppenbar, men församlingen var ovan vid ett så livligt framförande. Hon blev ändå inbjuden att gå med i den 50 man starka kören och en sånggrupp bestående av pastorns söner, Prince, Wilbur och Robert Johnson samt Louise Lemon. De uppträdde som en kvartett, Johnson Singers, med Prince som pianist: Chicagos första svarta gospelgrupp. Till en början var de värdar för välbekanta program där de sjöng på sociala tillställningar och musikaler på fredagskvällar. De skrev och framförde moraliska skådespel i Greater Salem med offergåvor som gick till kyrkan.
Jacksons ankomst till Chicago skedde under den stora migrationen, en massiv förflyttning av svarta sydstatare till städer i norr. Mellan 1910 och 1970 flyttade hundratusentals svarta från landsbygden till Chicago och förvandlade en stadsdel på South Side till Bronzeville, en svart stad i staden som mestadels var självförsörjande, välmående och myllrande på 1920-talet. Denna rörelse orsakade vit flykt med vita som flyttade till förorterna, vilket lämnade etablerade vita kyrkor och synagogor med minskande medlemmar. Deras inteckningar togs över av svarta församlingar som hade goda möjligheter att bosätta sig i Bronzeville. Medlemmarna i dessa kyrkor var, med Jacksons term, "societetsnegrer" som var välutbildade och ivriga att bevisa sin framgångsrika assimilering i det vita amerikanska samhället. Musikgudstjänsterna var ofta formella och framförde högtidligt framförda psalmer skrivna av Isaac Watts och andra europeiska tonsättare. Att ropa och klappa händerna var i allmänhet inte tillåtet eftersom det ansågs ovärdigt. Specialprogram och musikaler tenderade att innehålla sofistikerade körarrangemang för att bevisa körens kvalitet.
Denna skillnad mellan stilarna i kyrkorna i städerna i norr och i södern illustrerades tydligt när Johnson Singers uppträdde i en kyrka en kväll och Jackson reste sig för att sjunga solo och skandaliserade pastorn med sina översvallande rop. Han anklagade henne för hädelse och för att ha fört in "twisting jazz" i kyrkan. Jackson blev för ett ögonblick chockad innan hon svarade: "Det är så här vi sjunger söderut!" Pastorn var inte ensam om sin oro. Hon var ofta så upptagen av att sjunga att hon för det mesta var omedveten om hur hon rörde sin kropp. För att dölja sina rörelser uppmanade pastorerna henne att bära löst sittande kläder som hon ofta lyfte några centimeter från marken, och de anklagade henne för att använda "ormhöfter" när hon dansade då andan rörde henne. Jackson fick utstå ytterligare förolämpningar och samlade ihop fyra dollar (motsvarande 68 dollar 2022) för att betala en begåvad svart operatenor för en professionell bedömning av hennes röst. Hon blev bestört när professorn tillrättavisade henne: "Du måste lära dig att sluta skrika. Det kommer att ta tid att bygga upp din röst. Sättet du sjunger på är inte en heder för negerrasen. Man måste lära sig att sjunga sånger så att vita människor kan förstå dem."
Snart hittade Jackson den mentor hon sökte. Thomas A. Dorsey, en erfaren bluesmusiker som försökte övergå till gospelmusik, tränade Jackson i två månader och övertalade henne att sjunga långsammare låtar för att maximera deras känslomässiga effekt. Dorsey hade ett motiv: han behövde en sångare som kunde hjälpa honom att sälja sina noter. Han rekryterade Jackson att stå i Chicagos gathörn med honom och sjunga hans sånger, i hopp om att sälja dem för tio cent per sida. Det blev inte den ekonomiska framgång Dorsey hade hoppats på, men deras samarbete resulterade i den oavsiktliga idén att solosjunga gospelblues i Chicago.

## "Fisk och brödsångerska" (ca 1931 – 1945)
Ideligen blev Johnson Singers ombedda att uppträda vid andra gudstjänster och väckelser. När större, mer etablerade svarta kyrkor inte visade något större intresse för Johnson Singers, uppvaktades de av mindre kyrkor och uppträdde gärna där, även om det var mindre troligt att de fick lika mycket betalt eller inte alls. Nyanlända migranter besökte dessa kyrkor; Gudstjänsterna var mindre formella och påminde om vad de hade lämnat bakom sig. Jackson fann en ivrig publik bland nyanlända, och en av dem kallade henne "en frisk vind från religionen hemma". Det svarta Chicago drabbades hårt av den stora depressionen, vilket ledde till många kyrkobesök i hela staden, vilket Jackson ansåg ha startat hennes karriär. Gradvis och av nödvändighet blev större kyrkor mer öppna för Jacksons sångstil. Eftersom många av dem plötsligt inte kunde betala sina låneskulder, blev det ett gångbart sätt att locka till sig och behålla nya medlemmar genom att anpassa sina musikprogram.
När hon först anlände till Chicago drömde Jackson om att bli sjuksköterska eller lärare, men innan hon kunde börja skolan var hon tvungen att ta över moster Hannahs jobb när denna blev sjuk. Jackson blev tvätterska och tog en rad hushålls- och fabriksjobb medan Johnson Singers började försörja sig magert och tjänade från $1.50 till $8 (motsvarande $26 till $140 år 2022) per natt. Stadigt arbete blev en andra prioritet efter sången. Jackson började kalla sig själv för en "fisk och bröd-sångerska" som arbetade för sig själv och Gud. Hon gjorde sina första inspelningar 1931, singlar som hon hade för avsikt att sälja på National Baptist Convention-möten, men hon misslyckades för det mesta. Men i takt med att hennes publik växte för varje söndag började hon bli anlitad som solist för att sjunga på begravningar och politiska möten för Louis B. Anderson och William L. Dawson. År 1932 sjöng hon, på Dawsons begäran, för Franklin D. Roosevelts presidentkampanj. Hon hade blivit den enda professionella gospelsångerskan i Chicago. Ibland tjänade hon 10 dollar i veckan (motsvarande 214 dollar 2022) i vad historikern Michael Harris kallar "en nästan oerhörd professionalisering av ens heliga kallelse".
När möjligheter dök upp för henne styrde en extraordinär moralkodex Jacksons karriärval. Hennes enda last var att besöka film- och vaudeville-teatrar tills hennes farfar kom på besök en sommar och fick en stroke när han stod i solen på en gata i Chicago. Jackson vädjade till Gud att skona honom och svor att hon aldrig skulle gå på teater igen. Han överlevde och Jackson höll sitt löfte, vägrade att närvara som mecenat och avvisade möjligheter att sjunga på teatrar under hela sin karriär. Hon lovade dessutom att uteslutande sjunga gospel trots intensiva påtryckningar. 1935 träffade Jackson Isaac "Ike" Hockenhull, en kemist som arbetade som brevbärare under depressionen. Jackson blev imponerad av hans uppmärksamhet och uppförande och gifte sig med honom efter ett års uppvaktning. Hockenhulls mamma gav paret 200 formler för hemgjorda hår- och hudvårdsprodukter som hon hade sålt från dörr till dörr. Hockenhull och Jackson tillverkade kosmetika i sitt kök och hon sålde burkar när hon reste. Det var inte ett stadigt arbete och kosmetikan sålde inte bra. Vid ett tillfälle hade Hockenhull blivit uppsagd och han och Jackson hade mindre än en dollar tillsammans. Han såg att auditions för The Swing Mikado, en jazzinfluerad version av Gilbert och Sullivans operett, ägde rum. Han krävde att hon skulle gå. Rollen skulle betala 60 dollar i veckan (motsvarande 1 265 dollar 2022). Dessutom såg han inget värde i att sjunga gospel. Han ansåg inte att det var konstfullt. Han hade upprepade gånger uppmanat henne att skaffa sig en formell utbildning och använda sin röst på ett bättre sätt. Hon vägrade och de bråkade ofta om det. Plågad av skuldkänslor deltog hon i auditionen och kallade senare upplevelsen "eländig" och "smärtsam". När hon kom hem fick hon veta att hon blivit erbjuden rollen, men när Hockenhull berättade för henne att han också fått ett jobb tackade hon genast nej till rollen. Hon tackade dessutom nej till Louis Armstrong och Earl "Fatha" Hines när de erbjöd henne jobb som sångerska med deras band.
1937 träffade Jackson Mayo "Ink" Williams, en musikproducent som arrangerade en spelning med Decca Records. Hon spelade in fyra singlar: "God's Gonna Separate the Wheat From the Tares", "You Sing On, My Singer", "God Shall Wipe Away All Tears" och "Keep Me Every Day". Jackson berättade varken för sin man eller moster Hannah, som bodde i hennes hus, om den här inspelningen. Skivorna sålde dåligt, men distribuerades till jukeboxar i New Orleans, där Jacksons hela familj satt hopkrupen i en bar och lyssnade på henne om och om igen. Decca sa att de skulle spela in henne mer om hon sjöng blues, men än en gång vägrade Jackson.
Johnson Singers lades ner 1938, men när depressionen lättade sparade Jackson lite pengar, fick en kosmetologlicens från Madam C. J. Walkers skola och köpte en skönhetssalong i hjärtat av Bronzeville. Den blev nästan omedelbart framgångsrik och centrum för evangeliets verksamhet. Sångare, manliga och kvinnliga, kom på besök medan Jackson lagade mat till stora grupper av vänner och kunder på en spis med två plattor i den bakre delen av salongen. Den låg tvärs över gatan från Pilgrim Baptist Church, där Thomas Dorsey hade blivit musikdirektör. Dorsey föreslog en serie framträdanden för att främja sin musik och hennes röst och hon gick med på det. De turnerade till och från fram till 1951. Det var ett regelbundet och, som de kände, nödvändigt arbete. Dorsey ackompanjerade Jackson på piano och skrev ofta låtar speciellt för henne. Hans bakgrund som bluesspelare gav honom stor erfarenhet av att improvisera och han uppmuntrade Jackson att utveckla sina färdigheter under deras framträdanden genom att ge henne texter och spela ackord medan hon skapade melodier, ibland framförde hon 20 eller fler låtar på detta sätt. Hon kunde uttrycka känslor och relatera till publiken på ett mycket bra sätt; Hennes mål var att "förstöra" en kyrka, eller orsaka ett tillstånd av andligt kaos bland åhörarna, vilket hon gjorde konsekvent. Vid ett tillfälle, i ett extatiskt ögonblick, hoppade Dorsey upp från pianot och förkunnade: "Mahalia Jackson är gospelsångarnas kejsarinna! Hon är kejsarinnan! Kejsarinnan!!"
Jackson var en ständig arbetare och en slug affärskvinna och blev körledare i St. Luke Baptist Church. Hon köpte en byggnad som hyresvärd och tyckte sedan att salongen var så framgångsrik att hon var tvungen att anlita hjälp för att ta hand om den när hon reste på helgerna. På turnén räknade hon publik och biljetter för att försäkra sig om att hon fick rättvist betalt. Det hon lyckades tjäna och rädda gjordes trots Hockenhull. Han var en spelmissbrukare och tog hem en stor utbetalning och bad Jackson att gömma den så att han inte skulle spela den. Hon lade gömmorna under en matta och antog att han aldrig skulle titta där, och gick sedan på en helgföreställning i Detroit. När hon kom tillbaka insåg hon att han hade hittat den och använt den för att köpa en kapplöpningshäst. 1943 tog han hem en ny Buick till henne som han genast slutade betala för. Hon betalade för den helt och hållet och fick sedan veta att han hade använt den som säkerhet för ett lån när hon såg den återtas mitt på dagen på den mest trafikerade gatan i Bronzeville. De skilde sig i godo.

## Apollo Records och nationellt erkännande (1946–1953)
Varje engagemang Jackson gjorde var längre från Chicago i en oavbruten rad framträdanden. År 1946 uppträdde hon på Golden Gate Ballroom i Harlem. Närvarande var Art Freeman, en musikscout för Apollo Records, ett företag som vände sig till svarta artister och publik som främst koncentrerade sig på jazz och blues. Apollos verkställande direktör Bess Berman ville bredda sin representation till andra genrer, inklusive gospel. Berman skrev kontrakt med Jackson för fyra skivor, vilket gjorde det möjligt för Jackson att välja låtar. Hennes första släpp på Apollo, "Wait 'til My Change Comes" tillsammans med "I'm Gonna Tell God All About it One of These Days" sålde inte bra. Det gjorde inte heller hennes andra, "I Want to Rest" med "He Knows My Heart". Berman bad Jackson att spela in blues men hon vägrade. Berman sa till Freeman att inte låta Jackson göra fler inspelningar, men Freeman bad om ytterligare en session för att spela in låten som Jackson sjöng som uppvärmning på Golden Gate Ballroom-konserten. "Move On Up a Little Higher" spelades in i två delar, en för varje sida av 78-varvsskivan.
Under tiden hörde radioprataren Louis "Studs" Terkel Jacksons skivor i en musikaffär och blev helt tagen. Han köpte och spelade dem upprepade gånger i sin show. Terkel introducerade gospelmusiken och Jackson själv för sina mestadels vita lyssnare, intervjuade henne och bad henne att sjunga live. "Move On Up a Little Higher" släpptes 1947 och sålde 50 000 exemplar i Chicago och 2 miljoner i hela landet. Den hamnade på andra plats på Billboard-listan i två veckor, vilket var första gången för gospelmusik. Det bästa en gospelartist kunde förvänta sig att sälja var 100 000. Berman förberedde Jackson för ytterligare en inspelningssession, där hon sjöng "Even Me" (en miljon sålda) och "Dig a Little Deeper" (strax under en miljon sålda). Jackson blev genast mycket efterfrågad. En position som officiell solist för National Baptist Convention skapades för henne, och hennes publik mångdubblades till tiotusentals. Hon kampanjade för Harry Truman och fick sin första inbjudan till Vita huset. Tidsbrist tvingade henne att ge upp körledarjobbet i St. Luke Baptist Church och sälja skönhetssalongen. Trogen sin egen regel tackade hon nej till lukrativa framträdanden på New York City-institutionerna Apollo Theatre och Village Vanguard, där hon lovades 5 000 dollar i veckan (motsvarande 110 000 dollar 2022).
Året därpå blev hon kontaktad av promotorn Joe Bostic för att uppträda i en gospelrevy i Carnegie Hall, en plats som oftast var reserverad för klassiska och väletablerade artister som Benny Goodman och Duke Ellington. Jackson skrämdes av detta erbjudande och fruktade det annalkande datumet. Gospel hade aldrig framförts i Carnegie. Jackson var den sista artisten som framträdde den kvällen. Efter en skakig start gav hon flera extranummer och fick mycket beröm: Nora Holt, musikkritiker på den svarta tidningen The New York Amsterdam News, skrev att Jacksons tolkning av "City Called Heaven" var fylld av "lidande extas" och att Jackson var ett "oförstört geni". John Hammond, kritiker på Daily Compass, berömde Jacksons kraftfulla röst som "hon använde ... med hänsynslös övergivenhet". Revyn var så framgångsrik att den gjordes till ett årligt evenemang med Jackson som huvudartist i flera år. Showen som ägde rum 1951 slog publikrekord som sattes av Goodman och Arturo Toscanini.
Av en slump besökte en fransk jazzfantast vid namn Hugues Panassié Apollo Records kontor i New York och upptäckte Jacksons musik i väntrummet. Han köpte skivorna, tog med dem hem och spelade dem i fransk radio. Académie Charles Cros tilldelade Jackson deras Grand Prix du Disque för "I Can Put My Trust in Jesus"; Jackson var den första gospelsångaren som fick detta pris. Under samma tid blev Jackson och bluesgitarristen John Lee Hooker inbjudna till ett tio dagar långt symposium som arrangerades av jazzhistorikern Marshall Stearns som samlade deltagarna för att diskutera hur man definierar jazz. Jackson ackompanjerades av sin pianist Mildred Falls, som tillsammans framförde 21 låtar med frågestunder från publiken, mestadels fylld av författare och intellektuella. Eftersom Jacksons sång ofta betraktades som jazz eller blues med religiösa texter, ställde hon frågor om gospelbluesens natur och hur hon utvecklade sin sångstil. Mot slutet frågade en deltagare Jackson vilka delar av gospelmusiken som kommer från jazzen, och hon svarade: "Baby, vet du inte att djävulen stal beatet från Herren?" De som satt i publiken skrev om Jackson i flera publikationer. Hennes skivor skickades till Storbritannien, såldes där bland jazzfans, vilket gav Jackson en kultstatus på båda sidor av Atlanten, och hon blev inbjuden att turnera i Europa.
Jackson gjorde sitt första TV-framträdande i Toast of the Town med Ed Sullivan 1952. När hon förberedde sig för att ge sig ut på sin första turné i Europa började hon få svårt att andas under och efter föreställningar och fick svåra magkramper. Hon fortsatte med sina planer för turnén där hon fick ett mycket varmt mottagande. I jazzmagasinet DownBeat kallade Mason Sargent turnén "en av de mest anmärkningsvärda, när det gäller publikens reaktioner, som någonsin genomförts av en amerikansk artist". Hennes framträdande i Royal Albert Hall i London gjorde henne till den första gospelsångerskan att uppträda där sedan Fisk Jubilee Singers 1872, och hon sålde 20 000 exemplar av "Stilla natt" i Köpenhamn. Hon spelade många konserter medan hon hade ont och ibland kollapsade hon bakom scenen. Hon gick ner mycket i vikt under turnén och var till slut tvungen att ställa in. När hon återvände till USA genomgick hon en hysterektomi och läkarna hittade flera granulom i hennes buk. Hon fick diagnosen sarkoidos, en systemisk inflammatorisk sjukdom som orsakas av att immunceller bildar klumpar i organ i hela kroppen. Sarkoidos går inte att bota, även om den kan behandlas, och efter operationen var Jacksons läkare försiktigt optimistiska om att hon med behandlingen skulle kunna fortsätta som vanligt.

## Columbia Records och medborgarrättsaktivism (1954–1963)
År 1954 fick Jackson reda på att Berman hade hållit inne royalties och hade låtit hennes kontrakt med Apollo löpa ut. Mitch Miller erbjöd henne ett fyraårskontrakt på 50 000 dollar per år (motsvarande 540 000 dollar 2022), och Jackson blev den första gospelartisten att skriva kontrakt med Columbia Records, ett mycket större företag med möjlighet att marknadsföra henne nationellt. Miller försökte göra sin repertoar mer tilltalande för vita lyssnare och bad henne att spela in ballader och klassiska sånger, men återigen vägrade hon. "Rusty Old Halo" blev hennes första Columbia-singel och DownBeat utnämnde Jackson till "den största nu levande spirital-sångerska". Columbia samarbetade med en lokal radiostation i Chicago för att skapa ett halvtimmes radioprogram, The Mahalia Jackson Show. Även om den fick ett överväldigande positivt mottagande och producenterna var angelägna om att sända den nationellt, klipptes den ner till tio minuter och lades sedan ner. Hon medverkade i ett lokalt tv-program, även det med titeln The Mahalia Jackson Show, som återigen fick ett positivt mottagande men avbröts på grund av brist på sponsorer. Trots att vita människor började gå på hennes shower och skicka beundrarbrev, var cheferna på CBS oroliga för att de skulle förlora annonsörer från sydstaterna som motsatte sig ett program med en svart person som primärt fokus.
| ” | Om de är kristna, hur i hela världen kan de då motsätta sig att jag sjunger psalmer? Hur i hela världen kan de ta illa upp av det? Vad för slags människor i Herrens namn skulle kunna känna så? – Mahalia Jackson | „ |

Jackson uppmärksammades av William Morris Agency, en firma som marknadsförde henne genom att boka henne till stora konsertsalar och tv-framträdanden med Arthur Godfrey, Dinah Shore, Bing Crosby och Perry Como på 1950-talet. Hennes vördnad och optimistiska, positiva uppträdande gjorde henne åtråvärd för progressiva producenter och programledare som var ivriga att visa upp en svart person på tv. Hon framträdde vid Demokraternas nationella konvent 1956 och tystade en stökig sal av deltagare med "I See God". Miller, som var närvarande, var imponerad av det och noterade att "det fanns inte ett torrt öga i huset när hon började sjunga". Jackson slog igenom i filmer där hon spelade en missionär i St. Louis Blues (1958) och en begravningssångare i Den stora lögnen (1959). I takt med att efterfrågan på henne ökade reste hon mycket och utförde 200 konserter om året i tio år. Hon och hennes följe av sångare och ackompanjatörer turnerade djupare in i södern och stötte på svårigheter att hitta säkra, rena platser att sova, äta och köpa bensin på grund av Jim Crow-lagarna. Ibland var de tvungna att sova i Jacksons bil, en Cadillac som hon hade köpt för att göra långa resor bekvämare. Jackson mindes: "Blicken av ilska vid åsynen av oss färgade människor som satt i en fin bil var skrämmande att se... Det blev så att vi levde på säckar med färsk frukt på dagarna och körde halva natten, och jag var så utmattad när jag skulle sjunga att jag nästan blev yr. Jackson började gå upp i vikt. Hon utvecklade också märkliga vanor när det gällde pengar. Som svart kvinna fann Jackson det ofta omöjligt att lösa in checkar när hon var borta från Chicago. Hennes kontrakt krävde därför att hon skulle få betalt kontant, vilket ofta tvingade henne att bära tiotusentals dollar i resväskor och underkläder.
Varje händelse i hennes karriär och privatliv bröt en ny rasbarriär. Hon bad ofta vaktmästarna att låta vita och svarta människor sitta tillsammans, ibland bad hon åhörarna att integrera sig genom att berätta för dem att de alla var kristna bröder och systrar. Efter att i åratal ha fått klagomål om att hon var högljudd när hon övade i sin lägenhet, till och med i byggnaden hon ägde, köpte Jackson ett hus i den helvita stadsdelen Chatham Village i Chicago. När nyheten spreds började hon få dödshot. Dagen då hon flyttade in sköt någon genom fönstret. Jackson bad Richard Daley, Chicagos borgmästare, om hjälp och Daley beordrade polisnärvaro utanför hennes hus i ett år. Några månader senare dök Jackson upp i direktsändning i tv-programmet Wide Wide World och sjöng julsånger från Mount Moriah, hennes barndomskyrka i New Orleans. Sändningen fick utmärkta recensioner och Jackson fick gratulationstelegram från hela landet. Men nästa dag kunde hon inte få tag på en taxi eller affär längs Canal Street.
När Jackson deltog i National Baptist Convention 1956 träffade han Martin Luther King och Ralph Abernathy, båda pastorer som framträdde som organisatörer för protester mot segregation. Jackson sjöng ofta för att stödja värdiga ändamål utan kostnad, som att samla in pengar för att köpa en orgel till en kyrka, skrudar för körer eller sponsra missionärer. Hon utvidgade detta till medborgarrättsfrågor och blev den mest framstående gospelmusikern som förknippades med King och medborgarrättsrörelsen. Hon samlade in pengar till United Negro College Fund och sjöng vid Prayer Pilgrimage Breakfast 1957. Hon sade senare att hon kände att Gud särskilt hade förberett King "med utbildning och andens värme för att utföra hans verk". Motiverad av sin uppriktiga uppskattning för att medborgarrättsprotester organiserades inom kyrkor och dess deltagare inspirerade av psalmer, reste hon till Montgomery, Alabama för att sjunga till stöd för den pågående Bussbojkotten i Montgomery. Hon och Mildred Falls bodde i Abernathys hus i ett rum som bombades fyra månader senare. Efter att ha hört att svarta barn i Virginia inte kunde gå i skolan på grund av integrationskonflikter, ordnade hon en glassfest för dem från Chicago och sjöng för dem över en telefonlinje som var kopplad till ett högtalarsystem. Hon stödde på liknande sätt en grupp svarta arrendatorer i Tennessee som hotades av vräkning för att de röstade.

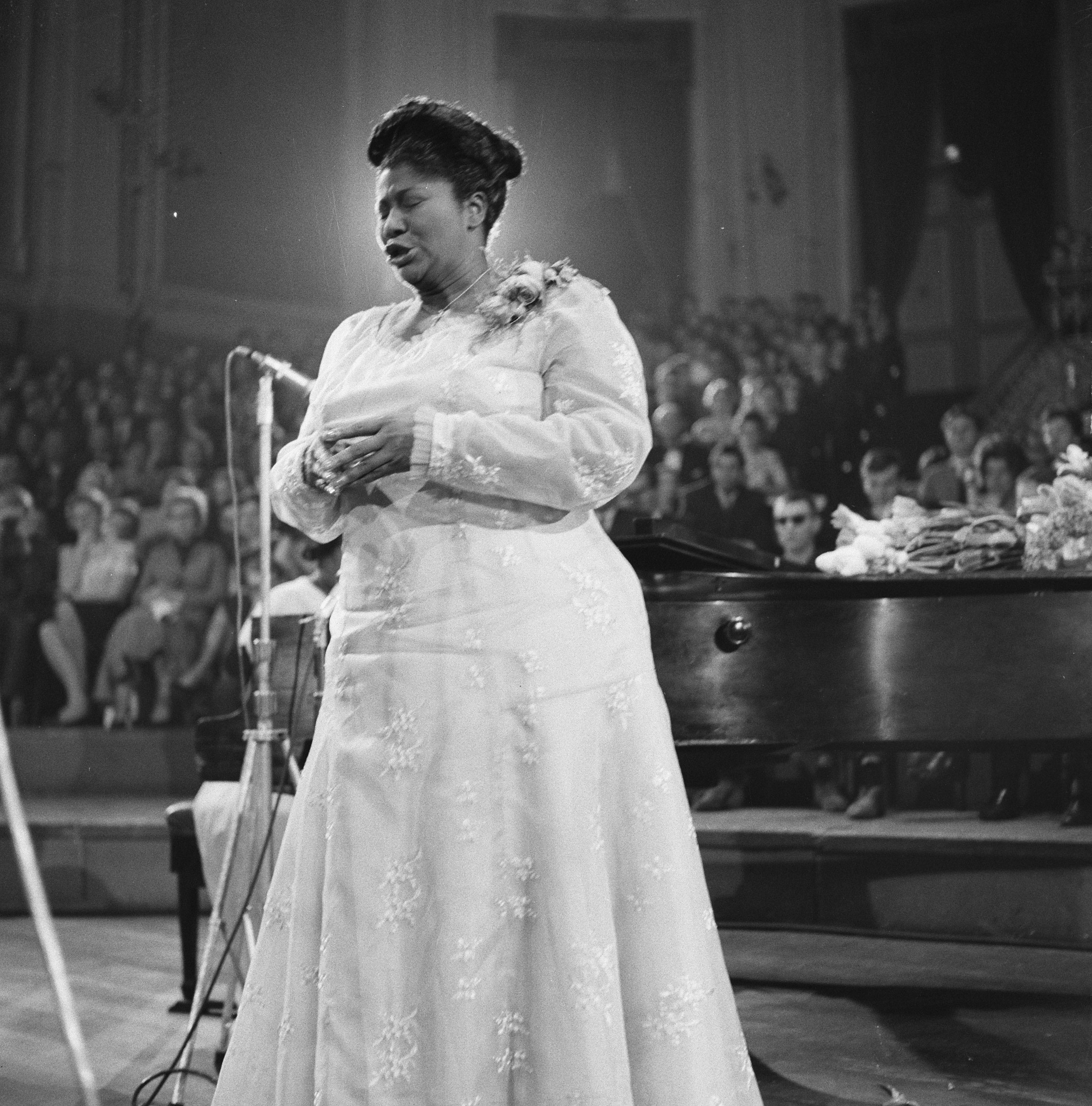
Jackson i Concertgebouw i Amsterdam i april 1961

I takt med att gospelmusiken blev mer populär – främst på grund av hennes inflytande – började sångare uppträda på icke-religiösa platser som ett sätt att sprida ett kristet budskap till icke-troende. Jackson uppträdde på Newport Jazz Festival 1957 och 1958 och i den senares konsertfilm Jazz on a Summer's Day (1959). Hennes fortsatta TV-framträdanden med Steve Allen, Red Skelton, Milton Berle och Jimmy Durante gjorde att hon var mycket efterfrågad. Hon turnerade i Europa igen 1961 med otrolig framgång, upplopp uppstod nästan i flera städer och hon behövde poliseskort. Alla konserter i Tyskland var slutsålda flera veckor i förväg. I Essen kallades hon in för att ge så många extranummer att hon till slut bytte om till sina gatukläder och scenarbetarna tog bort mikrofonen. Ändå sjöng hon en sång till. Höjdpunkten på hennes resa var att besöka det heliga landet, där hon knäböjde och bad på Golgata.
När King arresterades och dömdes till fyra månaders straffarbete ingrep presidentkandidaten John F. Kennedy och fick Jacksons lojala stöd. Hon började kampanja för honom och sa: "Jag känner att jag är en del av den här mannens förhoppningar. Han lyfter min ande och får mig att känna mig som en del av landet jag bor i." Hennes inflytande och lojalitet mot Kennedy gav henne en inbjudan att sjunga "The Star-Spangled Banner" på hans invigningsbal 1961. Några månader senare hjälpte hon till att samla in 50 000 dollar till Southern Christian Leadership Conference. Jackson gav sitt stöd till King och andra pastorer 1963 efter deras framgångsrika kampanj för att få slut på segregationen i Birmingham genom att hålla ett insamlingsmöte för att betala för demonstranternas borgen. Vid den här tiden var hon en personlig vän till King och hans fru Coretta, och var ofta värd för dem när de besökte Chicago och tillbringade Thanksgiving med sin familj i Atlanta. King ansåg att Jacksons hus var en plats där han verkligen kunde koppla av. Hon dök upp vid Marschen till Washington för arbete och frihet för att sjunga "I've Been 'Buked and I've Been Scorned" på Kings begäran, sedan "How I Got Over". Tre månader senare, när han repeterade inför ett framträdande i Danny Kayes TV-show, var Jackson otröstlig när han fick veta att Kennedy hade mördats, eftersom hon trodde att han dog i kampen för svarta amerikaners rättigheter.

## Senare år (1964—1972)
Jackson turnerade i Europa igen 1964, tog publiken med storm i flera städer och proklamerade "Jag trodde att jag var Beatles!" i Utrecht. Hon medverkade i filmen The Best Man (1964) och deltog i en ceremoni för att uppmärksamma Lyndon Johnsons installation i Vita huset, och blev vän med Lady Bird Johnson. När hon var hemma försökte hon vara tillgänglig och behålla sin karakteristiska uppriktighet. Mestadels i hemlighet hade Jackson betalat för flera ungdomars utbildning eftersom hon kände en stark sorg över att hennes egen skolgång avbröts. Berättelser om hennes gåvor och generositet spreds. Hennes telefonnummer fortsatte att finnas i Chicagos offentliga telefonkatalog, och hon fick oavbrutet samtal från vänner, familj, affärsbekanta och främlingar som bad om pengar, råd om hur man tar sig in i musikbranschen eller allmänna livsbeslut som de borde fatta. Hennes hus hade ett stadigt flöde av trafik som hon välkomnade. Jackson hade tyckt mycket om att laga mat sedan barnsben och fann stort nöje i att mata alla sina besökare, några av dem stannade dagar eller veckor på hennes begäran.
Genom vänner träffade Jackson Sigmond Galloway, en före detta musiker i byggbranschen som bodde i Gary, Indiana. Trots Jacksons hektiska schema och de ständiga följeslagare hon hade i sitt entourage av musiker, vänner och familj, kände hon ensamhet och började uppvakta Galloway när hon hade ledig tid. Som en fullständig överraskning för sina närmaste vänner och medarbetare gifte sig Jackson med honom i sitt vardagsrum 1964. Bara några veckor senare, när hon körde hem från en konsert i St. Louis, kunde hon inte sluta hosta. Hon skrev in sig på ett sjukhus i Chicago. Sedan hennes turné till Europa ställdes in 1952 upplevde Jackson tillfälliga anfall av trötthet och andnöd. I takt med att hennes schema blev fullspäckat och fler krav ställdes på henne blev dessa episoder allt vanligare. Den här gången var den offentliga diagnosen hjärtbelastning och utmattning, men privat berättade Jacksons läkare för henne att hon hade fått en hjärtinfarkt och att sarkoidos nu fanns i hennes hjärta.
Jacksons återhämtning tog ett helt år under vilket hon inte kunde turnera eller spela in och till slut gick hon ner 50 kilo. Från och med nu plågades hon av nästan konstant trötthet, anfall av takykardi och högt blodtryck när hennes tillstånd förvärrades. Jackson var ofta deprimerad och frustrerad över sin egen bräcklighet, men hon tog sig tid att skicka ett telegram till Lyndon Johnson där hon uppmanade honom att skydda demonstranterna i Selma, Alabama när hon såg nyhetsrapporteringen om den blodiga söndagen. Galloway visade sig vara opålitlig och avvek under långa perioder under Jacksons konvalescens, och när han återvände insisterade han på att hon inbillade sig sina symptom. Han försökte ta över manageruppgifter från agenter och promotorer trots att han var oduglig. De grälade om pengar; Galloway försökte slå Jackson vid två olika tillfällen, det andra misslyckades när Jackson duckade och han bröt handen och slog i en möbel bakom henne. Äktenskapet upplöstes och hon meddelade sin avsikt att skilja sig. Han svarade med att begära en juryrättegång, vilket är ovanligt för skilsmässor, i ett försök att genera henne genom att offentliggöra detaljerna om deras äktenskapsproblem. När Galloways otrohet bevisades i vittnesmål vägrade domaren att tilldela honom någon av Jacksons tillgångar eller egendomar.
Hennes läkare gav henne klartecken att arbeta och Jackson började spela in och uppträda igen, och tänjde på sina begränsningar genom att ge två- och tretimmarskonserter. Hon presterade utomordentligt bra trots sina personliga bekymmer och pågående hälsoproblem. När hon inte var på turné koncentrerade hon sina ansträngningar på att bygga upp två välgörenheter: Mahalia Jackson Foundation som så småningom betalade undervisning för 50 collegestudenter, och kulmen på en dröm hon haft i tio år: ett icke-konfessionellt tempel för ungdomar i Chicago för att lära sig gospelmusik. När hon organiserade två stora välgörenhetskonserter för dessa ändamål blev hon än en gång förkrossad när hon fick höra om mordet på Martin Luther King Jr. Hon deltog i begravningen i Atlanta där hon gav ett av sina mest minnesvärda framföranden av "Take My Hand, Precious Lord". I och med detta drog sig Jackson tillbaka från politiskt arbete och personliga stöd.
Jackson förgrenade sina affärer och samarbetade med komikern Minnie Pearl i en restaurangkedja som heter Mahalia Jackson's Chicken Dinners och lånade ut sitt namn till en rad konserver. Hon köpte en överdådig bostadsrätt i Chicago med utsikt över Lake Michigan och ordnade plats för Galloway, som hon övervägde att gifta om sig med. Vid 58 års ålder återvände hon till New Orleans och fick äntligen bo som gäst på det exklusiva hotellet Royal Orleans och fick röda mattan-behandling. Hon gav sig ut på en turné i Europa 1968, som hon avbröt av hälsoskäl, men hon återvände 1969 till en beundrande publik. Nu upplevde hon inflammation i ögonen och smärtsamma kramper i ben och händer och gjorde framgångsrika turnéer i Karibien, där hon fortfarande räknade publiken för att försäkra sig om att hon fick rättvist betalt, och Liberia i Västafrika. 1971 gjorde Jackson TV-framträdanden med Johnny Cash och Flip Wilson. Under tre veckor turnerade hon i Japan och blev den första västerländska sångerskan sedan andra världskrigets slut att ge en privat konsert för den kejserliga familjen. USA:s utrikesdepartement sponsrade ett besök i Indien, där hon spelade i Kolkata, New Delhi, Madras och Mumbai, som alla sålde slut inom två timmar. I New Delhi fick hon en oväntad audiens hos premiärminister Indira Gandhi som förklarade: "Jag kommer aldrig att höra en större röst; Jag kommer aldrig att lära känna en större människa." Under en turné i Europa några månader senare blev Jackson sjuk i Tyskland och flög hem till Chicago där hon blev inlagd på sjukhus. I januari 1972 opererades hon för att ta bort en tarmobstruktion och dog under återhämtningen.
Även om nyhetsbyråer hade rapporterat om hennes hälsoproblem och uppskjutna konserter i flera år, kom hennes död som en chock för många av hennes fans. Hon fick en begravningsgudstjänst i Greater Salem Baptist Church i Chicago där hon fortfarande var medlem. Femtiotusen människor visade sin vördnad, många av dem köade i snön kvällen innan, och hennes kamrater i gospelsång uppträdde till hennes minne nästa morgon. Dagen efter höll borgmästare Richard Daley och andra politiker och kändisar sina hyllningstal på Arie Crown Theatre med 6 000 närvarande. Hennes kropp återbördades till New Orleans där hon låg i Rivergate Auditorium under militär och polisbevakning, och 60 000 människor tittade på hennes kista. På väg till Providence Memorial Park i Metairie, Louisiana, passerade begravningsföljet Mount Moriah Baptist Church, där hennes musik spelades i högtalare.

## Diskografi
Album utgivna av Columbia Records
- You'll Never Walk Alone (1952)
- The World's Greatest Gospel Singer (1955)
- Sweet Little Jesus Boy (1955)
- Bless This House (1956)
- Gospels, Spirituals, & Hymns (1956)
- Newport 1958 (1958)
- Great Gettin' Up Morning (1959)
- Come On Children, Let's Sing (1960)
- The Power and the Glory (1960)
- I Believe (1960)
- Everytime I Feel the Spirit (1961)
- Recorded Live in Europe During Her Latest Concert Tour (1962)
- Great Songs of Love and Faith (1962)
- Silent Night – Songs for Christmas (1962)
- Make a Joyful Noise Unto the Lord (1963)
- Let's Pray Together (1963)
- Mahalia (1966)
- Garden of Prayer (1967)
- My Faith (1967)
- Mahalia Jackson in Concert – Easter Sunday, 1967 (1967)
- A Mighty Fortress (1968)
- Sings the Best-Loved Hymns of Dr. Martin Luther King, Jr. (1968)
- Christmas with Mahalia (1968)
- Mahalia Sings the Gospel Right Out of the Church (1969)
- What the World Needs Now (1969)